# Tamara Bunke
Tamara Bunke (Buenos Aires, 1937. november 19. – Vallegrande megye, 1967. augusztus 31.) argentin születésű német forradalmár és kém. Német kommunista apa és lengyel származású német kommunista anya gyermekeként született. A zsidó származású lány szülei hazájában tanult, belépett pártokba is. A kubai forradalom után fontos szerepe volt a kubai kormányban és más latin-amerikai forradalmakban is. Ő volt az egyetlen nő, aki Che Guevara mellett a marxista gerillákért küzdött a bolíviai forradalomban, ahol – a CIA közreműködésével – lelőtték.